# Hans-Joachim Haupt

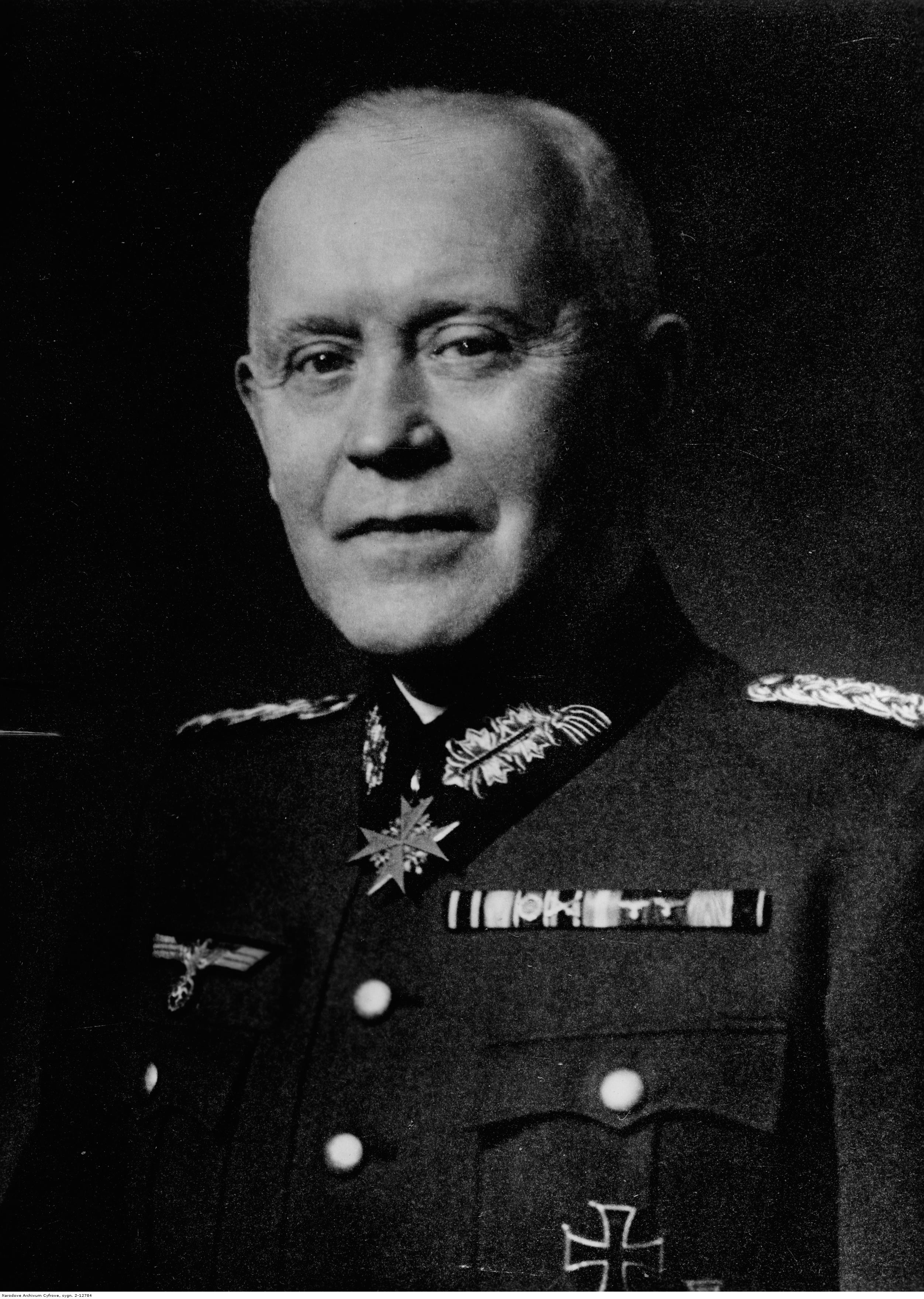
Haupt in der Uniform eines Generalmajors

Hans Werner Joachim Erdmann Haupt (* 26. Juni 1876 auf dem Vorwerk Schlegelsburg bei Soldin (Neumark); † 30. Juli 1942 in Berlin-Tempelhof) war ein deutscher Generalmajor im Zweiten Weltkrieg.

## Leben
Haupt war der Sohn des Gutsbesitzers und Hauptmanns a. D. Gustav Haupt und seiner Ehefrau Anna, geb. Dahlenburg, die schon 1879 starb. Er trat aus dem Kadettenkorps kommend am 7. März 1896 als Sekondeleutnant in das Infanterie-Regiment „Freiherr Hiller von Gaertringen“ (4. Posensches) Nr. 59 der Preußischen Armee in Deutsch-Eylau ein. Ab 1. Oktober 1902 versah er für zwei Jahre Dienst als Adjutant im III. Bataillon seines Regiments, wurde dann in gleicher Funktion beim Bezirkskommando Deutsch-Eylau kommandiert und als solcher am 20. März 1906 zum Oberleutnant befördert. Haupt schied am 30. März 1910 aus dem aktiven Dienst aus und wurde in die Reserve überführt.
Nach Ausbruch des Ersten Weltkriegs erfolgte im November 1914 seine Reaktivierung im Ersatz-Bataillon des Infanterie-Regiments „Großherzog Friedrich Franz II. von Mecklenburg-Schwerin“ (4. Brandenburgisches) Nr. 24. Mit diesem kam er an der Westfront zum Einsatz und beteiligte sich als Chef einer Kompanie an der Erstürmung des Forts Douaumont. Als Hauptmann der Reserve (seit 8. März 1915) wurde er am 13. Mai in das Aktivenverhältnis übernommen und am 18. Mai 1916 zum Kommandeur des III. Bataillons des Regiments ernannt. Für seine Verdienste hatte er am 16. März 1916 den Orden Pour le Mérite erhalten.

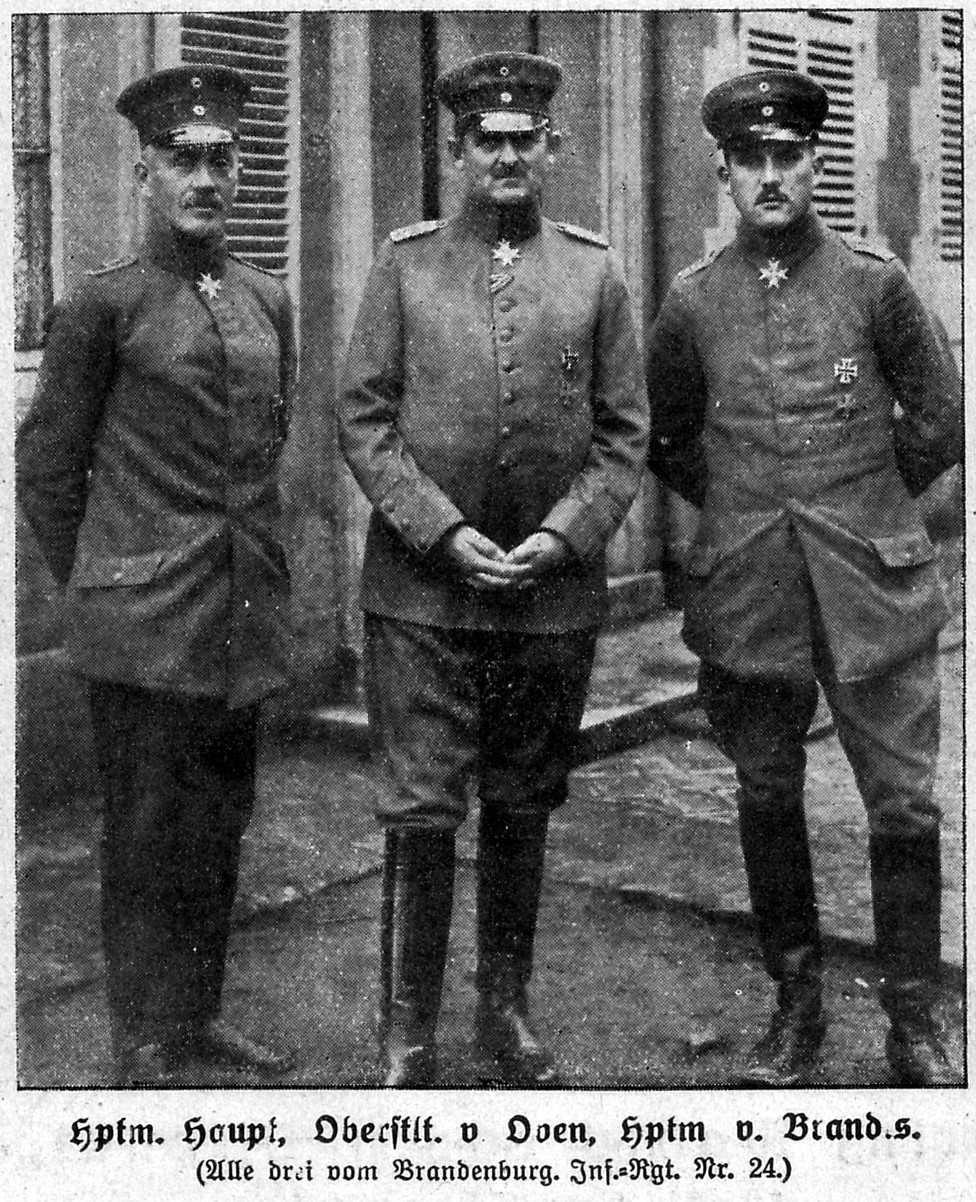
Hauptmann Hans-Joachim Haupt (links), Oberstleutnant Georg von Oven, Hauptmann Cordt von Brandis (1918)

Haupt verblieb über das Kriegsende hinaus bei der Truppe und war nach der Rückführung in die Heimat und der dortigen Demobilisierung in Neuruppin ab Januar 1919 Kommandeur des III. Bataillons des Freiwilligen-Regiments von Oven. Ab 1. Juli 1919 war er bei der Abwicklungsstelle des Infanterie-Regiments Nr. 24 tätig, wurde im September zur Schutzpolizei kommandiert und am 30. Januar 1920 unter Beförderung zum Major aus dem aktiven Dienst entlassen. Haupt trat im Anschluss als Polizei-Major der Sicherheitspolizei Berlin bei und wurde dort im August 1933 Polizei-Oberstleutnant.
Als Oberstleutnant wechselte Haupt am 15. Oktober 1935 in das Heer über und man verwendete ihn beim Stab des Generalkommandos des III. Armeekorps. Dort erfolgte am 1. April 1937 auch die Beförderung zum Oberst. Am 27. August 1939 erhielt er den Charakter als Generalmajor. Tags zuvor war er in den Stab des stellvertretenden Generalkommandos des III. Armeekorps gekommen.
Haupt verblieb über den Beginn des Zweiten Weltkriegs in dieser Funktion und erhielt am 1. März 1941 das Patent zu seinem Dienstgrad. Am 30. Juli 1942, noch im aktiven Dienst stehend, starb Haupt im Reservelazarett 122 der Wehrmacht an Darmkrebs. Er wurde auf dem Berliner Invalidenfriedhof beigesetzt. Seine Grabstelle wurde nach 1989 mit einem Restitutionsstein gekennzeichnet.

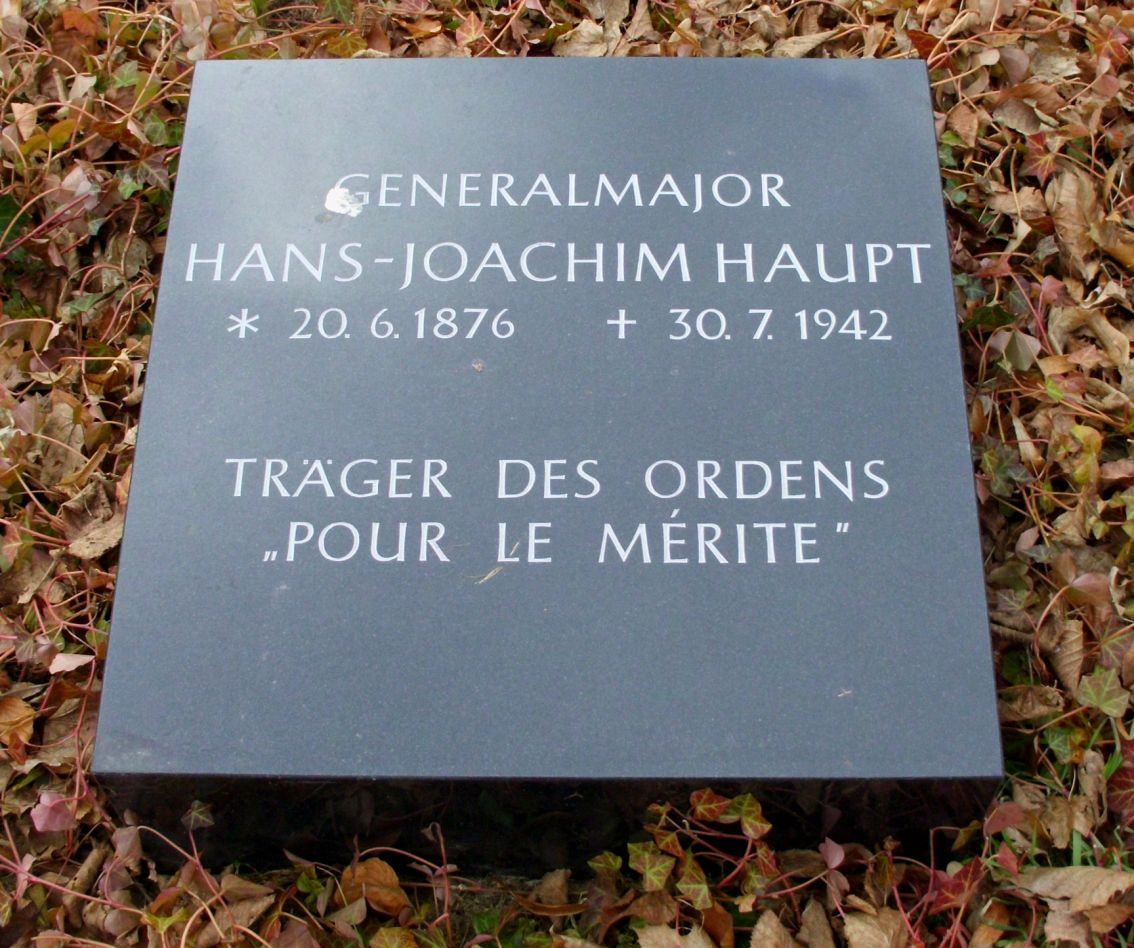
Restitutionsgrabstein für Hans-Joachim Haupt auf dem Invalidenfriedhof Berlin (Zustand 2013)

Haupt war seit 1909 mit Johanne Wilhelmine Philippi geheiratet.